# ジュリアーノ・ダ・マイアーノ

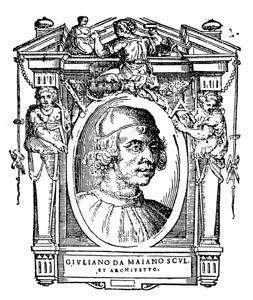
ジュリアーノ・ダ・マイアーノ

ジュリアーノ・ダ・マイアーノ（Giuliano da Maiano, ? - 1490年12月3日）は、ルネサンス期の彫刻家、木工細工師。ベネデット・ダ・マイアーノの兄。

## 経歴
石工のレオナルド・ディ・アントーニオの子として、フィエーゾレ近郊のマイアーノで生まれる。1463年7月20日、そして1465年4月19日に、相次いでスケッジョーネやアントニオ・マネッティによって始められていたサンタ・マリア・デル・フィオーレ大聖堂の聖具室の寄木細工の作成を委託された。
1473年6月12日、パラッツォ・ヴェッキオの百合の間と謁見の間を仕切る扉の作成を依頼され、ベネデットとともにこれを製作した。彼はまた、1473年のパラッツォ・ヴェッキオの広間建設についての監督をしたと推定されている。
彼はナポリ王に召還されたが、1490年にそこで客死した。

## 主要作品
- 戸棚寄木細工（サンタ・マリア・デル・フィオーレ大聖堂聖具室　フィレンツェ）